# Davids-Lilie
Die Davids-Lilie  (Lilium davidii) (chinesisch 川百合, Pinyin chuān bǎihé) ist eine Art aus der Gattung der Lilien (Lilium) in der Sektion Sinomartagon. Sie ist nach dem französischen Naturforscher Armand David benannt.

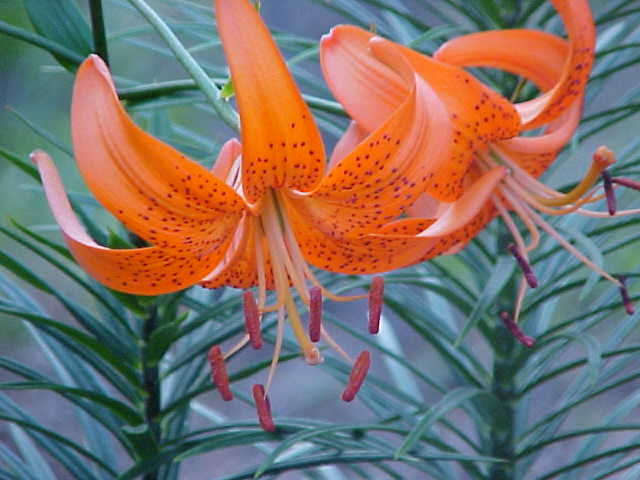
Lilium davidii

## Beschreibung
Die Davids-Lilie ist eine ausdauernde, krautige Pflanze, die Wuchshöhen von 60 bis 200 Zentimetern erreicht. Die Zwiebeln sind kräftig und rund, sie erreichen einen Durchmesser von 4,5 cm-6 cm. Sie sind mit weißen lanzettförmigen, nach Fox eiförmigen Schuppen überzogen, die sich an der Luft rot verfärben. Der Stängel ist papillös und bildet am Boden Wurzeln aus, manchmal hat er einen purpurnen Farbeinschlag. Die  lanzettlichen Laubblätter sind bis zu 3,5 cm lang und bis zu 1,5 cm breit. Sie sind um den Stängel verteilt, konzentrieren sich aber auf seine Mitte und sind an der Spitze kürzer als weiter unten. Der Blattansatz ist haarig.
Sie blüht im Juli und August mit einer Einzelblüte oder in einer Rispe zwei bis drei nickender Blüten. Der Stiel wird bis zu 1,25 m hoch, selten bis zu 2 m. Die zwittrigen, dreizähligen Blüten haben sechs stark zurückgebogene, bis zu 6 cm lange, gleichgeformte Blütenhüllblätter (Tepalen) mit glänzender Textur. Die Grundfarbe der Blüten ist orange bis rot mit dunklen purpurnen oder schwarzen Punkten. Die Antheren sind etwa 15 mm groß, die Pollen sind orange und die Filamente hellgrün. Die Samen reifen bis zu 3,5 cm langen Kapselfrüchten. Die Samen keimen sofortig-epigäisch. Die Pflanze bildet zahlreiche Wurzelbulbillen aus.
Die Chromosomenzahl beträgt 2n = 24, seltener 12 oder 36.

## Verbreitung
Ursprünglich war die Lilie in den Provinzen Gansu, Guizhou, Henan, Shanxi, Sichuan, Yunnan, im Westen der Provinz Hubei und im Süden der Provinz Shaanxi verbreitet. Da sie jedoch als Speisepflanze im großen Stil angebaut wird, findet sie sich mittlerweile in nahezu der ganzen Volksrepublik China und auf der koreanischen Halbinsel. Inwieweit diese Pflanzen noch der Wildform entsprechen, ist strittig. David sammelte seine Pflanzen im Bezirk Moupin, Forrest im Tali-Tal im Li-Chang-Gebirge sowie an der Wasserscheide zwischen Mekong und Salween. Der Pflanzensammler Ernest Henry Wilson beschrieb die Davids-Lilie in den Tälern des Min und Tung.
Die Davids-Lilie benötigt einen feuchten Boden, oft findet sie sich auf steilen Gebirgshängen zwischen Gräsern und kleinen Sträuchern oder bei Felsbrocken, an denen sich Humus angesammelt hat, an Waldrändern oder auf nassen Wiesen in Höhenlagen zwischen 800 und 3200 m über NN, nach Fox zwischen 1500 und 3000 m.

## Taxonomie und Systematik
Die Davids-Lilie wurde 1877 durch Henry John Elwes in Monograph of the Genus Lilium Band 1 Tafel 24 als Lilium davidii Duch. ex Elwes erstbeschrieben. Er schrieb den Namen aber Pierre Étienne Simon Duchartre zu.
Es existieren drei Varietäten:
- Lilium davidii var. davidii: Blätter einnervig, in den Blattachseln weißfilzig behaart.
- Lilium davidii var. wilmottiae (E. H. Wilson) Raffill: Zentralchina, Blätter dreinervig, Blattachseln haarlos, gebogene Stängel, mehr Blüten. Die Art ist nach Ellen Willmott, der Förderin von Ernest Henry Wilson benannt[8].
- Lilium davidii var. unicolor (Hoog) Cotton: südliches Shanxi, bis zu 1 m hoch, Blüten blasser, orange statt rot, weniger stark gefleckt, Flecken purpurn[8] (Synonym Lilium sutchuenense)

## Kultivierung
Mit ihrer stärkehaltigen Zwiebel ist die Davids-Lilie in China die vielleicht beliebteste Speiselilie und wird daher weithin angebaut. Die Lilie wird in Einzelschuppen zerlegt und diese meist in heißem Öl gebraten. Auch getrocknete Lilienschuppen werden verwendet. 2021 wurde die Knolle in der Schweiz als neuartiges, traditionelles Lebensmittel zugelassen.
Die kräftige Farbe der Blüten und ihr Glanz sind bei Kreuzungen dominant, aus diesem Grund wurde die Lilie immer wieder zu Züchtungen herangezogen. Die Davidslilie wurde für die Preston-, Northern- und Patterson-Hybriden sowie der Sorte 'Fiesta' eingekreuzt und sie ist in den meisten Asiatischen Sorten präsent.
Kulturformen:
- Lilium davidii var. macranthum (Raffill ex Woodcock & Coutts) Raffill: Zucht durch Raffil in Kew Gardens, bis zu 2 m hoch, orange Blüten
- Lilium davidii 'Oriole' durch Preston

Als Gartenpflanze benötigt die Davidslilie saure Böden, gedeiht aber auch auf leicht kalkhaltigen Böden, wenn viel Humus im Boden enthalten ist. Die Zwiebeln können von Botrytis befallen werden, wenn die Pflanzen zu eng stehen.